# Francesco Negri (esploratore)
Francesco Negri (Ravenna, 27 marzo 1623 – Ravenna, 27 dicembre 1698) è stato un presbitero, esploratore e scrittore italiano, autore del resoconto di viaggio attraverso le attuali Svezia, Norvegia e Finlandia, organizzato in otto lettere, Viaggio settentrionale. Fatto e descritto da Francesco Negri da Ravenna, pubblicato postumo nell'anno 1700.

## Biografia
Francesco Negri, nato da una famiglia agiata, si dedicò a studi naturalistici e viaggiò in Ungheria, Polonia, Francia, Fiandra e Inghilterra. Spinto da interesse naturalistico e dalla passione per la conoscenza, affrontò in solitaria un viaggio durato tre anni nella Penisola scandinava, con il preciso intento di raggiungere il punto più settentrionale del Continente europeo. Partì nell'anno 1663 solo, nella convinzione che non fosse possibile vivere oltre certe latitudini, e tornò a Ravenna nel 1666 dove lasciò il ricordo di un uomo estremamente caritatevole. A Stoccolma per un anno si mantenne facendo il cappellano del francese signor di Chassan, mentre l'ospitalità dei sacerdoti norvegesi gli permise di arrivare da Bergen via mare fino a Capo Nord, con pochissima spesa. Nel mondo scandinavo il Negri si trovò sempre bene con i popoli e le loro usanze, ma probabilmente la regione più attentamente studiata fu quella della Lapponia (da lui visitata durante il primo, fallito tentativo di raggiungere Capo Nord via terra) dove imparò a muoversi sugli skier e a guidare le slitta (trainata da una renna). I Lapponi gli parvero il popolo più felice della terra: estranei ai bisogni e ai valori della cultura da cui proveniva, vivevano una vita nomade felice e appagata. Nei suoi tre anni di viaggi annotò costumi, cultura, registrando tipologie di alimentazione, abitudini igieniche, abbigliamento, cerimonie e rapporti sociali.
Negri viene considerato il primo viaggiatore a raggiungere Capo Nord. Viene considerato anche il primo italiano ad aver sperimentato lo sci di fondo, sempre durante il suo viaggio verso Capo Nord.
Si applicò in diverse stesure del resoconto con l'intento di ripetere il viaggio, cosa che non avvenne. La stampa che ne fecero fare i suoi eredi nel 1700 purtroppo manca di buon materiale illustrativo: le poche tavole che vi si trovano sono quasi tutte cattive imitazioni di quelle stampate nell'edizione parigina (1678) della Lapponia di Johannes Scheffer (Francoforte 1673). Tornato in Italia entrò in corrispondenza con Antonio Magliabechi, bibliotecario del granduca Cosimo III di Toscana, con lo studioso e viaggiatore Lorenzo Magalotti e con altri uomini di cultura interessati ai paesi settentrionali.

## Opere
- Francesco Negri, Viaggio Settentrionale. Fatto e descritto da Francesco Negri da Ravenna, Padova, 1700; Ristampa anastatica della prima edizione, Leading Edizioni, Collana: "Il Genio Vagante", 2000